# Austroraptor
Austroraptor – rodzaj teropoda z rodziny dromeozaurów (Dromaeosauridae) żyjącego w późnej kredzie, około 70 mln lat temu, na terenie dzisiejszej Argentyny. Gatunek typowy rodzaju, Austroraptor cabazai, został opisany w 2009 roku przez Fernanda Novasa i współpracowników. Holotyp został odkryty w prowincji Río Negro.
Duży jak na dromeozauryda, Austroraptor mierzył około 5 m długości od głowy do końca ogona. Jest największym przedstawicielem Dromaeosauridae odkrytym na półkuli południowej. Cechą charakterystyczną rodzaju są krótkie kończyny przednie – stosunkowo znacznie krótsze niż u większości innych przedstawicieli jego rodziny (kość ramienna stanowiła mniej niż połowę długości kości udowej). Konwergentnie skróceniu uległy również kończyny przednie wczesnokredowego Tianyuraptor – znacznie mniejszego i niezbyt blisko spokrewnionego z austroraptorem. Bardzo krótkie kończyny przednie miała też Mahakala, której stopień pokrewieństwa z austroraptorem jest niejasny – niektóre analizy sugerują, że nie są one zbyt blisko spokrewnione, gdyż Mahakala jest taksonem siostrzanym dla pozostałych Dromaeosauridae, natomiast inne, że te dwa rodzaje stanowią taksony siostrzane względem siebie.
Holotyp (MML-195) obejmuje niekompletny szkielet zawierający kilka kości czaszki (w tym zęby) oraz materiał pozaczaszkowy, m.in.: kręgi szyjne i grzbietowe, żebra, kilka kości kończyn oraz pazur dłoni. Szczątki zostały znalezione w formacji Allen, datowanej na kampan–mastrycht, około 70 mln lat. Mimo iż nie odnaleziono niewiele kości, wykazują one cechy pozwalające na odróżnienie austroraptora od innych przedstawicieli Dromaeosauridae. Czaszka Austroraptor cabazai mierzyła około 80 cm długości i była znacznie dłuższa i niższa niż czaszki innych dromeozaurydów. Kilka kości wykazuje pewne podobieństwo do mniejszych deinonychozaurów z rodziny troodontów (Troodontidae).
Analizy kladystyczne przeprowadzone przez Novasa i współpracowników umieściły austroraptora w podrodzinie Unenlagiinae wewnątrz rodziny Dromaeosauridae. Cechy charakterystyczne tego rodzaju dotyczyły również między innymi budowy kręgów.
Nazwa rodzajowa Austroraptor, oznaczająca „południowy rabuś”, pochodzi od słów austral („południe”) oraz raptor („złodziej”, „rabuś”), zaś gatunkowa cabazai honoruje Héctora Cabazę, założyciela Museo Municipal de Lamarque, gdzie częściowo zbadano holotyp austroraptora.
Uproszczony kladogram według Novasa i współpracowników
|  | Buitreraptor                                                                           |
|  |                                                                                        |
|  | \| \| Rahonavis \| \| \| \| \| \| Unenlagia \| \| \| \| \| \| Austroraptor \| \| \| \| |
|  |                                                                                        |
|  | Rahonavis                                                                              |
|  |                                                                                        |
|  | Unenlagia                                                                              |
|  |                                                                                        |
|  | Austroraptor                                                                           |
|  |                                                                                        |

|  | Rahonavis    |
|  |              |
|  | Unenlagia    |
|  |              |
|  | Austroraptor |
|  |              |

|  | Buitreraptor                                                                           |
|  |                                                                                        |
|  | \| \| Rahonavis \| \| \| \| \| \| Unenlagia \| \| \| \| \| \| Austroraptor \| \| \| \| |
|  |                                                                                        |
|  | Rahonavis                                                                              |
|  |                                                                                        |
|  | Unenlagia                                                                              |
|  |                                                                                        |
|  | Austroraptor                                                                           |
|  |                                                                                        |

|  | Rahonavis    |
|  |              |
|  | Unenlagia    |
|  |              |
|  | Austroraptor |
|  |              |